# Mouhotina
Mouhotina là một chi bọ cánh cứng trong họ Chrysomelidae.
Chi này được miêu tả khoa học năm 1885 bởi Lefevre.

## Các loài
Chi này gồm các loài:
- Mouhotina minuta Kimoto & Gressitt, 1982